# Snow White (rugby à XV)
Pour les articles homonymes, voir Snow White.

a Compétitions nationales et continentales officielles uniquement.

b Matchs officiels uniquement.
Dernière mise à jour le 13 décembre 2009.
Hallard Leo « Snow » White, né le 27 mars 1929 à Kawakawa (Nouvelle-Zélande) et mort le 14 juillet 2016 à Auckland (Nouvelle-Zélande), est un  joueur de rugby à XV qui joue avec l'équipe de Nouvelle-Zélande. Il évolue au poste de pilier (1,83 m pour 98 kg).

## Carrière
Il dispute son premier test match avec l'équipe de Nouvelle-Zélande le 9 janvier 1954, à l’occasion d'un match contre l'Irlande. Il dispute son dernier test match contre les Wallabies le 17 septembre 1955. 
En 1953-1954 il est sélectionné à trois reprises avec les All Blacks, qui font une tournée en Europe et en Amérique du Nord. Il participe à la victoire contre l'Irlande 14-3 puis à celle sur l'Angleterre 5-0. Il perd contre la France 0-3 le 27 février 1954,.
Snow White achève sa carrière internationale contre les Wallabies en disputant un match de la tournée de 1955.

## Palmarès en équipe nationale
- 4 sélections avec l'équipe de Nouvelle-Zélande
- Nombre total de matchs avec les All Blacks :  16
- Sélections par année : 3 en 1954, 1 en 1955